# برندی (سیریک)
برندی (ترکی استانبولی: Berendi) یک محله در ترکیه است که در ناحیهٔ سریک، آنتالیا واقع شده است. جمعیت این محله تا سال ۲۰۲۲ برابر با ۲۱۵ نفر بوده است.